# Pepe Vásquez
José Porfirio Vásquez Montero (Lima, 25 de noviembre de 1961-Lima, 25 de marzo de 2014), más conocido como Pepe Vásquez, fue  un cantautor de música afroperuana.

## Biografía
Nació un 25 de noviembre de 1961 en la ciudad de Lima, y se crio en el distrito de Breña. Pepe Vásquez desciende de dos de las familias más ilustres de la música peruana: los Vásquez, provenientes de Aucallama en Huaral por parte de padre, don Porfirio Vásquez Aparicio, el ‘Patriarca de la Música Negra’, como uno de sus máximos exponentes; y los De la Colina, hijo de Elia Montero de la Colina, provenientes de San Luis de Cañete, emparentada con los artistas Ronaldo Campos, Caitro Soto y Susana Baca.
Comenzó a cantar y tocar la guitarra a la edad de cinco años, y a componer en su adolescencia. Después de terminar sus estudios secundarios en la Gran Unidad Escolar Mariano Melgar de Breña. En 1973, participó como corista junto a su madre, del disco "La Voz de mi Tierra" de Alicia Maguiña.
En los años ochenta comienza su etapa como cantautor profesional. Dentro de las canciones más reconocidas se encuentra el «Jipi Jay», una adaptación de un tema norteamericano basado en la canción escocesa Auld Lang Syne (“Hace mucho tiempo” o “Por los viejos tiempos”), que caló hondo en el ámbito local. Como homenaje a su padre, compuso dos canciones muy arraigadas, «Raíz del Festejo» y «Le dije a Papá», que serían popularizados por Eva Ayllón. Además, al ser hincha del Club Alianza Lima, para el cual compuso «Gallo Negro» en 1997 cuando el club salio Campeón después de 18 años.
Sufría de diabetes. En abril del año 2012, fue internado nuevamente y a pesar de las indicaciones médicas se negó a la amputación de la pierna derecha debido a una complicada infección, la cual por complicaciones mayores fue amputada, para ello se hizo un llamado público para la donación de sangre debido a lo poco común que era su tipo de sangre (RH Negativo). Se recolectaron más de 40 unidades para su operación. Al siguiente mes, se casó con Juliana Ramos en el mismo hospital.
El cantante recibió el reconocimiento del Congreso de la República por su destacada trayectoria artística y su aporte en el desarrollo y difusión de la música criolla, contribuyendo al fortalecimiento de la identidad nacional peruana, uno de los requisitos para gestionar la pensión vitalicia por parte del Estado.
Luego de seis meses de reposo, Pepe Vásquez regresó a los escenarios para Fiestas Patrias en el año 2012.
A mediados de enero del 2014, estaba siendo sometido a diálisis, impedido de dejar el hospital; sin embargo, solicitó a los médicos le den un permiso especial para conocer a su hijo recién nacido. A causa de esta salida, contrajo una infección grave e ingresó nuevamente al Hospital Edgardo Rebagliati, donde un cuadro de septicemia acabó con su vida. Falleció a los 52 años el día 25 de marzo de 2014 a las 18:47.